# Han Hedi
L'empereur Hedi (漢和帝) (79-106) de la dynastie Han régna de 88 à 106. Son nom personnel est Liu Zhao 
(劉肇).
En 105, le ministre de l'agriculture et eunuque Cai Lun lui présenta le papier après en avoir standardisé la composition.
Les Kouchans payèrent tribut à Hedi.
À sa mort, son fils Liu Long lui succède sous le nom de Shangdi. Comme ce n'est qu'un enfant, la veuve de Hedi, Deng Sui (en), exerce la régence.